# Ага (ропуха)
А́га (Rhinella marina), також очеретяна жаба — велетенська ропуха, одна з найбільших (до 25 см) отруйних жаб, що поширені в Південній і Центральній Америці та на Антильських островах. Харчується комахами, дрібними ящірками, пташенятами й тваринами розміром з мишу, веде нічний спосіб життя. Отрутою з аги стародавні воїни просочували наконечники стріл.

## Морфологія
Довжина тіла до 25 см і більше. Характерні півмісяцеві кісткові виступи на голові, що оточують верхні повіки, і дуже великі коловушні залози — паротиди (їхній отруйний секрет індіанці Південної Америки використовували для виготовлення отрути для стріл). Пуголовки й молоді жабки непропорційно малі (до 1 см).

## Життєвий цикл

### Розмноження
Розмноження аг в основному відбувається в сезон дощів, коли утворюються тимчасові водойми (червень-жовтень). Самці збираються в стоячих або повільних водах і криками, що схожі на голосне муркотіння, кличуть самок. Самка відкладає за один сезон 4-35 тис. ікринок. Ікринки ніхто — ні самки, ні самці не стережуть. Інкубація займає від 2 до 7 днів. Як ікринки, так і пуголовки аги отруйні для більшості тварин і для людей. Після метаморфозу ця особливість у них зникає аж до розвитку білявушних залоз.

## Отрута
Ага отруйна на всіх життєвих стадіях. Коли потурбувати дорослу жабу, то її залози виділяють молочно-білу рідину, що містить буфотоксини; вона навіть здатна «вистрілювати» ним в хижака. Отрута аги — сильнодійна; діє переважно на серце і нервову систему, викликаючи рясне слиновиділення, конвульсії, блювоту, аритмію, підвищення кров'яного тиску, іноді тимчасовий параліч і смерть від зупинки серця. Для отруєння достатньо простого контакту з отруйними залозами. Отрута, що проникла через слизову оболонку очей, носа або рота, викликає сильний біль, запалення і тимчасову сліпоту. 
Виділення шкірних залоз аги зазвичай використовуються населенням Південної Америки для змочування 
наконечників стріл. Індіанці чоко із західної Колумбії доїли отруйних жаб, розміщуючи їх в бамбукових трубках, підвішених над багаттям, потім збирали виділену жовту отруту в керамічний посуд. Австралійська ворона навчилася перевертати жаб і, вдаривши дзьобом, їсти, відкидуючи в сторону частини з отруйними залозами.

## Поведінка
Жаби-аги трапляються від піщаних приморських дюн до узлісь тропічних лісів і мангрових заростей. На відміну від інших земноводних вони постійно трапляються в солонуватих водах гирл річок по узбережжю і на островах. За це ага й отримала свою стару наукову назву - Bufo marinus, "морська жаба". Суха, ороговіла шкіра аги погано придатна для газообміну, і, як наслідок, її легені - одні з найрозвиненіших серед амфібій. Ага може пережити втрату запасів води в тілі до 50%. Як і всі жаби, день вона вважає за краще проводити в притулках, виходячи на полювання в сутінках. Однак австралійський біолог Саймон Клулоу (Simon Clulow) з Університету Маккуорі виявив, що жаба-ага здатна зрушувати свої добові біоритми і перетворюватися залежно від умов на нічну або денну тварину. Спосіб життя здебільшого одиночний. Пересувається ага короткими швидкими стрибками або кроками. Займаючи оборонну позицію, роздуваються, якщо є загроза.
На дорослих аг полюють крокодили, прісноводні лангусти, водяні щури, ворони, чаплі та інші тварини, які несприйнятливі до їхньої отрути. Пуголовків поїдають німфи бабок, водні жуки, деякі черепахи і змії. Багато хижаків з'їдають тільки язик жаби, або виїдають живіт, який містить менш отруйні внутрішні органи.